# Heiko Habermann
Heiko Habermann (* 2. November 1962 in Berlin) ist ein ehemaliger Ruderer aus der Deutschen Demokratischen Republik. 1988 gewann er mit dem Doppelvierer die olympische Bronzemedaille.
Habermann ruderte für den SC Berlin-Grünau. 1979 belegte er bei der Spartakiade den zweiten Platz im Einer der Altersklasse 17/18 Jahre. 1980 nahm er an der Junioren-WM in Hazewinkel im Doppelvierer teil. Ab 1980 gelangen ihm mehrfach zweite und dritte Plätze bei den DDR-Meisterschaften im Doppelzweier und im Doppelvierer. 1986 belegte er bei den Ruder-Weltmeisterschaften den vierten Platz im Einer, im Jahr darauf erreichte er mit dem Doppelvierer ebenfalls den vierten Platz. Seinen einzigen DDR-Meistertitel gewann Habermann 1988, als dem Boot in der Besetzung Steffen Bogs, Steffen Zühlke, Heiko Habermann und Jens Köppen mit dem Gewinn des Meistertitels auch die Olympiaqualifikation gelang. Bei den Olympischen Spielen 1988 in Seoul erreichte der Doppelvierer den Bronzerang hinter den Booten aus Italien und Norwegen. Für den Gewinn der Bronzemedaille wurde er mit dem Vaterländischen Verdienstorden ausgezeichnet. 1989 belegten Zühlke und Habermann bei den DDR-Meisterschaften im Doppelzweier den dritten Platz.
Habermann studierte Elektrotechnik und ist Berufsschullehrer. Im Seniorenbereich ist er als Ruderer weiterhin aktiv und erfolgreich.